# Rumex pallidus
Rumex pallidus är en slideväxtart som beskrevs av Jacob Bigelow. Rumex pallidus ingår i släktet skräppor, och familjen slideväxter. Inga underarter finns listade i Catalogue of Life.